# Smelykh Island
Smelykh Island (englisch, russisch Остров Смелых Ostrow Smelych, deutsch ‚Insel der Mutigen‘) ist eine Insel vor der Knox-Küste des ostantarktischen Wilkeslands. Sie liegt im Gebiet der Bunger-Oase.
Sowjetische Wissenschaftler kartierten und benannten sie 1956. Der weitere Benennungshintergrund ist nicht überliefert. Das Antarctic Names Committee of Australia übertrug diese Benennung ins Englische.